# 馬塞爾·哈爾斯滕貝格
马塞尔·哈尔斯滕贝格（德語：Marcel Halstenberg；1991年9月27日—），德國足球運動員，現效力德乙球隊汉诺威，德國國家足球隊成員，司職后卫。

## 俱樂部生涯
哈爾斯滕貝格出生在鄰近漢諾威的小城鎮拉岑，7歲就加入漢諾威96青訓營，升到二隊之後，於2011年夏天應多特蒙德青訓協調員里肯的邀請，加入了多特蒙德二隊。
代表多特蒙德二隊踢了一個賽季地區聯賽和一個賽季德丙之後，哈爾斯滕貝格未能獲得在一隊踢球的機會，只是跟隨哈德斯菲爾德主帥戴維·瓦格納。
2012/13賽季開始前的備戰期，哈爾斯滕貝格曾跟隨多特蒙德一隊集訓。那個賽季，他還曾在2場德甲比賽以及客場對頓涅茨克礦工的歐冠1/8決賽首回合進入過替補名單，但始終未能獲得出場機會。其後哈爾斯滕貝格決定去德乙，2013年夏天自由轉會聖保利。
哈爾斯滕貝格在效力多特蒙德二隊期間，他打進過3個直接任意球。而加盟聖保利之後的第一個進球，同樣是左腳任意球得分。
在2015/16賽季開始後，哈爾斯滕貝格連續2輪聯賽用右腳打進弧線球世界波。進完這2球之後，他就被RB萊比錫花費350萬歐元買下。自來到球队，哈爾斯滕貝格就是左後衛位置的人選。隨著球隊升入德甲，他也終於在25歲的時候，首次在德甲聯賽上場。

## 國家隊生涯
2017年11月份，哈爾斯滕貝格收到約阿希姆·勒夫的徵召，首次入選德國國家足球隊，他在對陣英格蘭的比賽中上演國家隊首秀。
2019年9月9日，哈爾斯滕貝格在客场2-0战胜北爱尔兰的比赛中为德国队打进了自己的第一个國家隊进球。

## 榮譽

### 球會
RB萊比錫
- 德國足協盃冠軍：2021-22賽季

### 個人
- 德国足球甲级联赛最佳陣容：2018-19賽季

## 外部連結
- 馬塞爾·哈爾斯滕貝格在BDFutbol中的档案
- Soccerway資料庫：馬塞爾·哈爾斯滕貝格